# 阔豆蟹
阔豆蟹（学名：Pinnotheres latus）为豆蟹科豆蟹属的动物。分布于印度尼西亚、菲律宾、帕劳群岛以及中国大陆的海南岛等地，生活环境为海水，一般与江瑶共栖。